# José Gerlero
José Gerlero (Río Tercero, Córdoba, 10 de febrero de 1996) es un baloncestista argentino que juega como escolta en 9 de Julio de Río Tercero de La Liga Federal. Es hermano del también baloncestista profesional Miguel Gerlero.

## Trayectoria

### Clubes
| Club                      | País      | Año           |
| ------------------------- | --------- | ------------- |
| 9 de Julio de Río Tercero | Argentina | 2014-2015     |
| Instituto                 | Argentina | 2015-2016     |
| Barrio Parque             | Argentina | 2016-2017     |
| Central Entrerriano       | Argentina | 2017-2018     |
| 9 de Julio de Río Tercero | Argentina | 2018-presente |